# Przemysław Tytoń
Przemysław Tytoń (prononcer /pʂɛˈmɨswaf ˈtɨtɔɲ/), né le 4 janvier 1987 à Zamość en Pologne, est un footballeur international polonais qui joue au poste de gardien de but au FC Twente.

## Biographie

### Sa formation et ses débuts en Pologne
Passionné par la danse, qu'il pratique au haut niveau avec sa sœur jusqu'à l'âge de quatorze ans, Przemysław Tytoń choisit finalement de se consacrer exclusivement au football. Il joue dans un premier temps pour l'Hetman Zamość, le plus grand club de sa ville, puis rejoint en 2005 le Górnik Łęczna, équipe de première division. Lors de sa première année au club, Tytoń joue cinq matches, majoritairement en fin de saison 2005-2006. Cela suffit pour être appelé en équipe de Pologne des moins de dix-neuf ans, qui dispute l'Euro 2006. Pendant le tournoi, Tytoń joue les trois matches de poule. Lors de la saison suivante, il est promu au rang de titulaire à Łęczna, mais ne convainc pas son entraîneur qui le place sur le banc en novembre, alors que le club occupe la dernière place de la ligue et possède l'une des plus mauvaises défenses. Finalement, le jeune gardien rejoue à quelques reprises, sans plus de réussite. Toutefois, il est sélectionné dans la catégorie des moins de vingt ans pour la Coupe du monde 2007. Troisième gardien, il ne joue aucun match et voit son pays être sorti lors des huitièmes de finale.
Sa fin de saison est également marquée par les soupçons de corruption entourant son club, relégué administrativement en troisième division et contraint de libérer tous ses joueurs. Sans contrat, Tytoń est libre de s'engager avec n'importe quel club. En juillet 2007, il est mis à l'essai par le club hollandais du Roda JC puis par le Paris Saint-Germain lors de son stage d'avant-saison à Trouville-sur-Mer. Par la suite, il s'engage avec Roda sur les conseils de son agent.

### S'impose aux Pays-Bas, et découvre la sélection

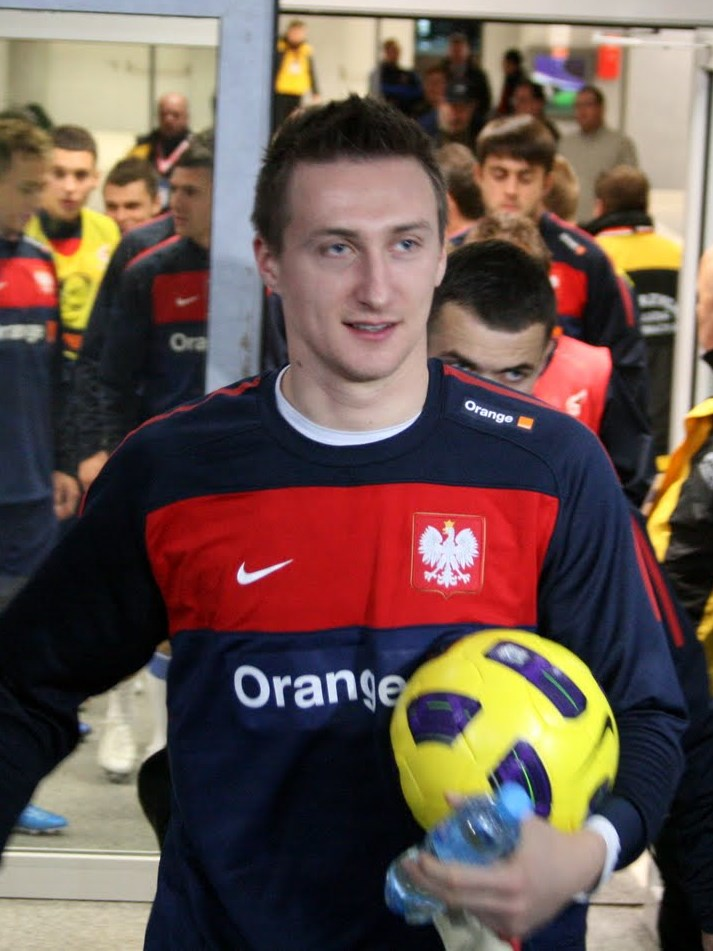
Przemysław Tytoń

Le 29 mars 2008, il fait ses débuts en Eredivisie, contre Heracles Almelo (match nul et vierge). Mais le jeune gardien polonais se cantonne au rôle du remplaçant, derrière Bram Castro. Il doit attendre la seconde partie de saison 2009-2010 pour jouer régulièrement, après les erreurs répétées du titulaire, fautif notamment lors de la défaite un à zéro de son club contre le PSV Eindhoven, le 19 janvier 2010. À partir de la dix-neuvième journée, il joue tous les matches de championnat dans leur intégralité, et se qualifie in-extremis pour les playoffs.
Il connait sa première sélection internationale le 29 mai 2010 face à la Finlande en match amical.
Blessé en début d'année 2011, il doit renoncer à la fin de saison.
Le 16 août 2011, il est prêté pour une saison avec option d'achat au PSV Eindhoven. Tandis qu'il déloge Andreas Isaksson des cages du PSV, Tytoń doit être écarté des terrains pendant plus de deux mois après un gros choc avec l'un de ses défenseurs. Pourtant, en janvier 2012, le club annonce avoir déjà activé la clause d'achat du joueur. De retour à la compétition, Tytoń est d'abord présent sur le banc, puis retrouve le terrain avec l'arrivée au poste d'entraîneur de Phillip Cocu. Les deux autres gardiens arrivant en fin de contrat, le PSV mise sur le jeune polonais, auteur de bonnes performances et déjà surnommé le « tueur de penalties », pour préparer la saison 2012-2013.
Lors du match d'ouverture Pologne - Grèce de l'Euro 2012, le 8 juin, il devient le premier gardien de l’histoire de l’Euro à arrêter un pénalty immédiatement après son entrée en jeu (68e minute).

### Passage en Allemagne et Espagne
Le 24 juin 2015, après un prêt à Elche et bloqué au PSV par Jeroen Zoet, il s'engage pour deux ans avec le VfB Stuttgart. Il s'impose dans les cages du club allemande et participe à trente rencontres de championnat. Cependant, après une seule saison, il signe en faveur du Deportivo La Corogne avec un contrat de trois ans. Il y joue seize rencontres avant que son contrat ne soit résilié au début de la saison 2018-2019.

### Cincinnati en MLS
Le 13 décembre 2018, Tytoń retrouve un club lorsqu'il rejoint le FC Cincinnati, franchise d'expansion en Major League Soccer. Au cours de sa première saison, il participe à dix-sept rencontres avant de s'imposer comme gardien numéro un en 2020.

### Retour aux Pays-Bas à l'Ajax
Le club de la capitale néerlandaise a annoncé son recrutement début mars 2022. Il signe un contrat jusqu’à la fin de la saison avec l'Ajax Amsterdam.

## Palmarès
| PSV Eindhoven (2) |
| --- |
| - Coupe des Pays-Bas : - Vainqueur : 2012 - Finaliste : 2013 - Supercoupe des Pays-Bas : - Vainqueur : 2012 - Championnat des Pays-Bas : - Vice-champion : 2013 |

## Statistiques
| Saison                | Club                  | Championnat           | Championnat | Championnat | Coupe(s) nationale(s) | Coupe(s) nationale(s) | Supercoupe | Supercoupe | Compétition(s) continentale(s) | Compétition(s) continentale(s) | Compétition(s) continentale(s) | Séries | Séries | Pologne | Pologne | Total | Total |
| Saison                | Club                  | Division              | M.          | B.          | M.                    | B.                    | M.         | B.         | Comp.                          | M.                             | B.                             | M.     | B.     | M.      | B.      | M.    | B.    |
| 2005-2006             | Górnik Łęczna         | I liga                | 5           | 0           | 0                     | 0                     | -          | -          | -                              | -                              | -                              | -      | -      | -       | -       | 5     | 0     |
| 2006-2007             | Górnik Łęczna         | I liga                | 15          | 0           | 0                     | 0                     | -          | -          | -                              | -                              | -                              | -      | -      | -       | -       | 15    | 0     |
| Sous-total            | Sous-total            | Sous-total            | 20          | 0           | 0                     | 0                     | -          | -          | -                              | 0                              | 0                              | 0      | 0      | 0       | 0       | 20    | 0     |
| 2007-2008             | Roda JC               | Eredivisie            | 1           | 0           | 0                     | 0                     | -          | -          | -                              | -                              | -                              | -      | -      | -       | -       | 1     | 0     |
| 2008-2009             | Roda JC               | Eredivisie            | 0           | 0           | 0                     | 0                     | -          | -          | -                              | -                              | -                              | -      | -      | -       | -       | 0     | 0     |
| 2009-2010             | Roda JC               | Eredivisie            | 16          | 0           | 4                     | 0                     | -          | -          | -                              | -                              | -                              | -      | -      | 1       | 0       | 21    | 0     |
| 2010-2011             | Roda JC               | Eredivisie            | 27          | 0           | 3                     | 0                     | -          | -          | -                              | -                              | -                              | -      | -      | 3       | 0       | 33    | 0     |
| 2011-2012             | Roda JC               | Eredivisie            | 2           | 0           | 0                     | 0                     | -          | -          | -                              | -                              | -                              | -      | -      | -       | -       | 2     | 0     |
| Sous-total            | Sous-total            | Sous-total            | 46          | 0           | 7                     | 0                     | -          | -          | -                              | 0                              | 0                              | 0      | 0      | 4       | 0       | 57    | 0     |
| 2011-2012             | PSV Eindhoven         | Eredivisie            | 12          | 0           | 3                     | 0                     | -          | -          | C3                             | 3                              | 0                              | -      | -      | 4       | 0       | 22    | 0     |
| 2012-2013             | PSV Eindhoven         | Eredivisie            | 6           | 0           | 1                     | 0                     | 1          | 0          | C3                             | 2                              | 0                              | -      | -      | 5       | 0       | 15    | 0     |
| 2013-2014             | PSV Eindhoven         | Eredivisie            | 6           | 0           | 1                     | 0                     | -          | -          | C3                             | 3                              | 0                              | -      | -      | -       | -       | 10    | 0     |
| Sous-total            | Sous-total            | Sous-total            | 24          | 0           | 5                     | 0                     | 1          | 0          | -                              | 8                              | 0                              | 0      | 0      | 9       | 0       | 47    | 0     |
| 2014-2015             | Elche CF (prêt)       | LaLiga                | 32          | 0           | 3                     | 0                     | -          | -          | -                              | -                              | -                              | -      | -      | -       | -       | 35    | 0     |
| 2015-2016             | VfB Stuttgart         | Bundesliga            | 30          | 0           | 3                     | 0                     | -          | -          | -                              | -                              | -                              | -      | -      | 1       | 0       | 34    | 0     |
| 2016-2017             | Deportivo La Corogne  | LaLiga                | 13          | 0           | 0                     | 0                     | -          | -          | -                              | -                              | -                              | -      | -      | -       | -       | 13    | 0     |
| 2017-2018             | Deportivo La Corogne  | LaLiga                | 2           | 0           | 1                     | 0                     | -          | -          | -                              | -                              | -                              | -      | -      | -       | -       | 3     | 0     |
| Sous-total            | Sous-total            | Sous-total            | 15          | 0           | 1                     | 0                     | -          | -          | -                              | 0                              | 0                              | 0      | 0      | 0       | 0       | 16    | 0     |
| 2019                  | FC Cincinnati         | MLS                   | 15          | 0           | 2                     | 0                     | -          | -          | -                              | -                              | -                              | -      | -      | -       | -       | 17    | 0     |
| 2020                  | FC Cincinnati         | MLS                   | 13          | 0           | -                     | -                     | -          | -          | -                              | -                              | -                              | -      | -      | -       | -       | 13    | 0     |
| 2021                  | FC Cincinnati         | MLS                   | 15          | 0           | -                     | -                     | -          | -          | -                              | -                              | -                              | -      | -      | -       | -       | 15    | 0     |
| Sous-total            | Sous-total            | Sous-total            | 43          | 0           | 2                     | 0                     | -          | -          | -                              | 0                              | 0                              | 0      | 0      | 0       | 0       | 45    | 0     |
| Total sur la carrière | Total sur la carrière | Total sur la carrière | 210         | 0           | 21                    | 0                     | 1          | 0          | -                              | 8                              | 0                              | 0      | 0      | 14      | 0       | 254   | 0     |